# (5357) Sekiguchi
(5357) Sekiguchi es un asteroide perteneciente al cinturón de asteroides, descubierto el 2 de marzo de 1992 por Tetsuya Fujii y el también astrónomo Kazuro Watanabe desde el Observatorio de Kitami, Hokkaidō, Japón.

## Designación y nombre
Designado provisionalmente como 1992 EL. Fue nombrado Sekiguchi en honor al profesor japonés Tomohiko Sekiguchi, profesor asociado en la Universidad de Hokkaido desde 2008. Hizo observaciones de cuerpos menores de ESO entre 1998 y 2001.

## Características orbitales
Sekiguchi está situado a una distancia media del Sol de 2,988 ua, pudiendo alejarse hasta 3,296 ua y acercarse hasta 2,679 ua. Su excentricidad es 0,103 y la inclinación orbital 9,083 grados. Emplea 1886,58 días en completar una órbita alrededor del Sol.

## Características físicas
La magnitud absoluta de Sekiguchi es 11,7. Tiene 13,948 km de diámetro y su albedo se estima en 0,192. 